# MP3.com
MP3.com was van oorsprong een website voor het legaal aanbieden en uitwisselen van muzieknummers, vernoemd naar het muziekformaat MP3. De website ging van start op 17 december 1997 en werd opgericht door Michael Robertson.

## Beschrijving
De naam van de website is vernoemd naar het MP3-formaat, een formaat voor het kleiner maken van muziekbestanden. De website was eind jaren 90 erg populair bij onafhankelijke muzikanten om hun muziek op de markt te brengen. Naast het downloaden van de muziekstukken werden er ook hitlijsten aangeboden, gegroepeerd op genre of locatie.
De muziek zelf was gratis te downloaden, maar muzikanten moesten zich aanmelden met een e-mailadres. Ook lanceerde men in 1999 een dienst waarmee artiesten betaald konden krijgen voor hun muziek, op basis van het aantal keren dat hun muziek was afgespeeld.
Vanaf midden 1999 tot midden 2003 werd er door artiesten dagelijks 96 uur aan muziek geüpload op de website. Ook werden in die tijd dagelijks meer dan 4 miljoen MP3-bestanden afgespeeld en er waren 25 miljoen geregistreerde gebruikers.

## Neergang
Begin 2000 lanceerde MP3.com een dienst genaamd "My.MP3.com" waarbij gebruikers hun eigen legale cd's konden registreren om deze vervolgens te kunnen streamen vanaf de website. De muziekindustrie zag dit anders en klaagde MP3.com aan wegens het promoten van onrechtmatig kopiëren van muziek. De rechter stelde de platenlabels in het gelijk en de zaak werd geseponeerd voor een bedrag van $53,4 miljoen dollar.
Door het grote financiële verlies werd MP3.com verkocht aan het Franse mediaconglomeraat Vivendi Universal in mei 2001. Vivendi wilde van MP3.com een groot muziekplatform maken maar had moeite om de dienst te laten groeien. Uiteindelijk werd MP3.com opnieuw verkocht, ditmaal aan het Amerikaanse mediabedrijf CNET in 2003.
De nieuwe eigenaar van het MP3.com-domein nam de dienst eerst weer in gebruik als platform voor gevestigde artiesten en als netwerk voor entertainment. De interesse bleef weg en in november 2006 startte men het oorspronkelijke concept weer om alle artiesten en fans een gemeenschappelijk platform te bieden voor de publicatie van muziek, video's en bijbehorende informatie.
In mei 2008 werd CNET overgenomen door CBS Corporation. Een jaar later ging MP3.com alle artiestenpagina's en muziekcategorieën doorverwijzen naar Last.fm.